# 酸化発酵
酸化発酵（さんかはっこう、oxidative fermentation）は発酵の一種である。

## 概要
好気性微生物が分子状の酸素を利用して、基質を酸化する発酵である。この時、基質は完全に酸化されるとは限らず、従って二酸化炭素の発生を伴わない場合もある。

## 種類
酸化発酵の結果として蓄積される有機化合物の種類により、以下のように呼び分けられる。
- 酢酸発酵
- クエン酸発酵
- フマル酸発酵
- グルコン酸発酵